# Buch am Ahorn (Ahorn)
Buch am Ahorn (auch nur Buch) ist ein Ortsteil der Gemeinde Ahorn im Main-Tauber-Kreis in Baden-Württemberg.

## Geographie

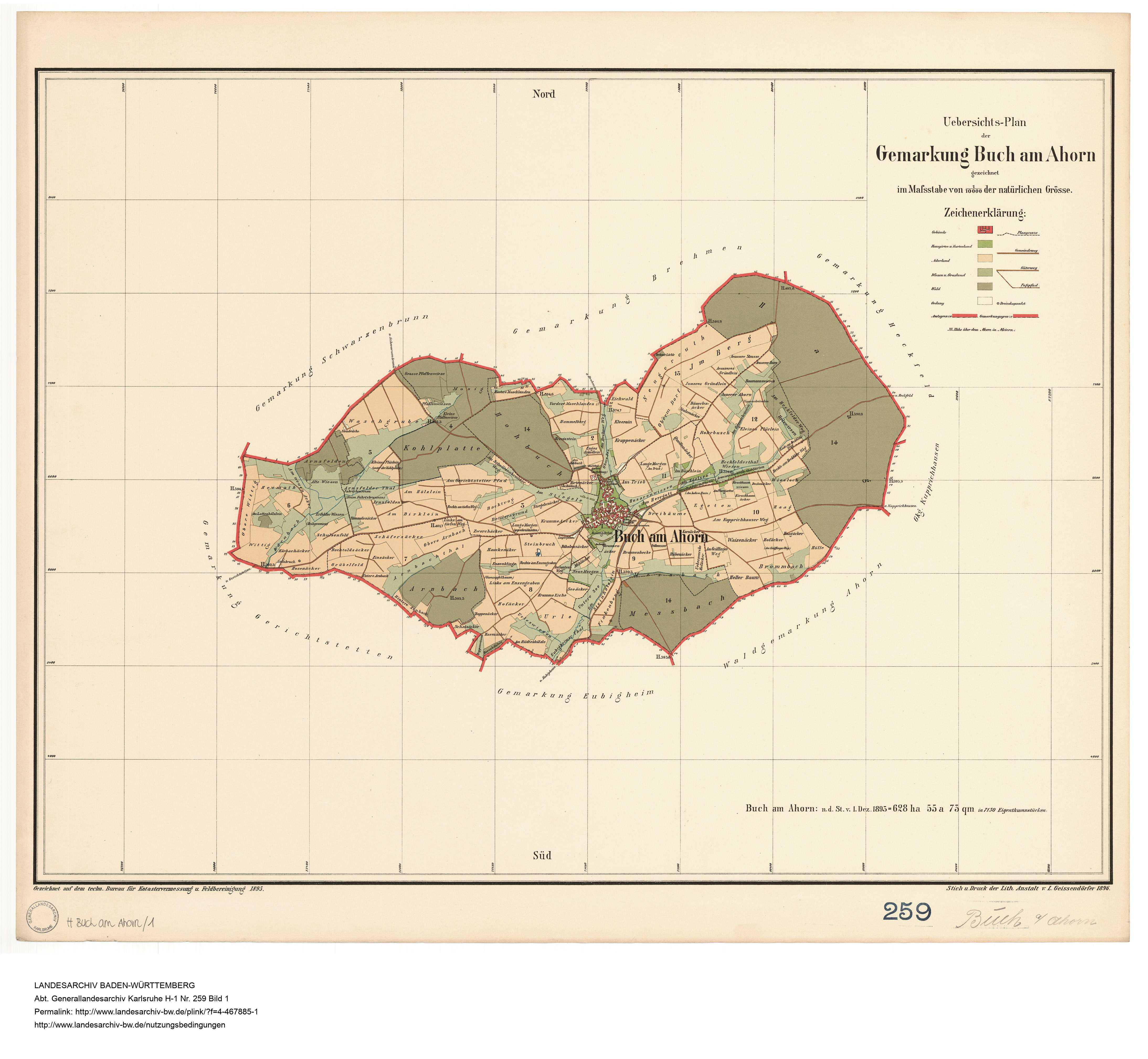
Gemarkung von Buch am Ahorn, 1896

Buch am Ahorn wird von Nordwesten bis Südwesten von einem namengebenden, großen Ahornwald umgeben, der Teil des Naturraums Buch am Ahorn ist. Als umgebende Orte folgen Brehmen im Norden, Heckfeld im Ostnordosten, Kupprichhausen im Ostsüdosten Obereubigheim und Eubigheim im Süden, Gerichtstetten im Westen und Schwarzenbrunn im Nordwesten.

## Geschichte
Im 12./13. Jahrhundert wurde Buch am Ahorn erstmals urkundlich erwähnt. Namensgeber für den Ort war der rund 2.000 Hektar große Ahornwald auf der Gemarkung.
1936 wurde der Weiler Schwarzenbrunn nach Buch eingemeindet.
Am 1. Dezember 1971 wurde der Ort in die neue Gemeinde Ahorn eingegliedert.

## Wirtschaft und Infrastruktur

### Ansässige Unternehmen
2022 begannen Bauarbeiten für ein Service-Center der Firma Kärcher in Buch am Ahorn. Der 18 Millionen Euro teure Neubau soll ein altes Service-Center in Gissigheim ersetzen und etwa 120 Arbeitsplätze in Buch am Ahorn schaffen.

### Familienbad Ahorn

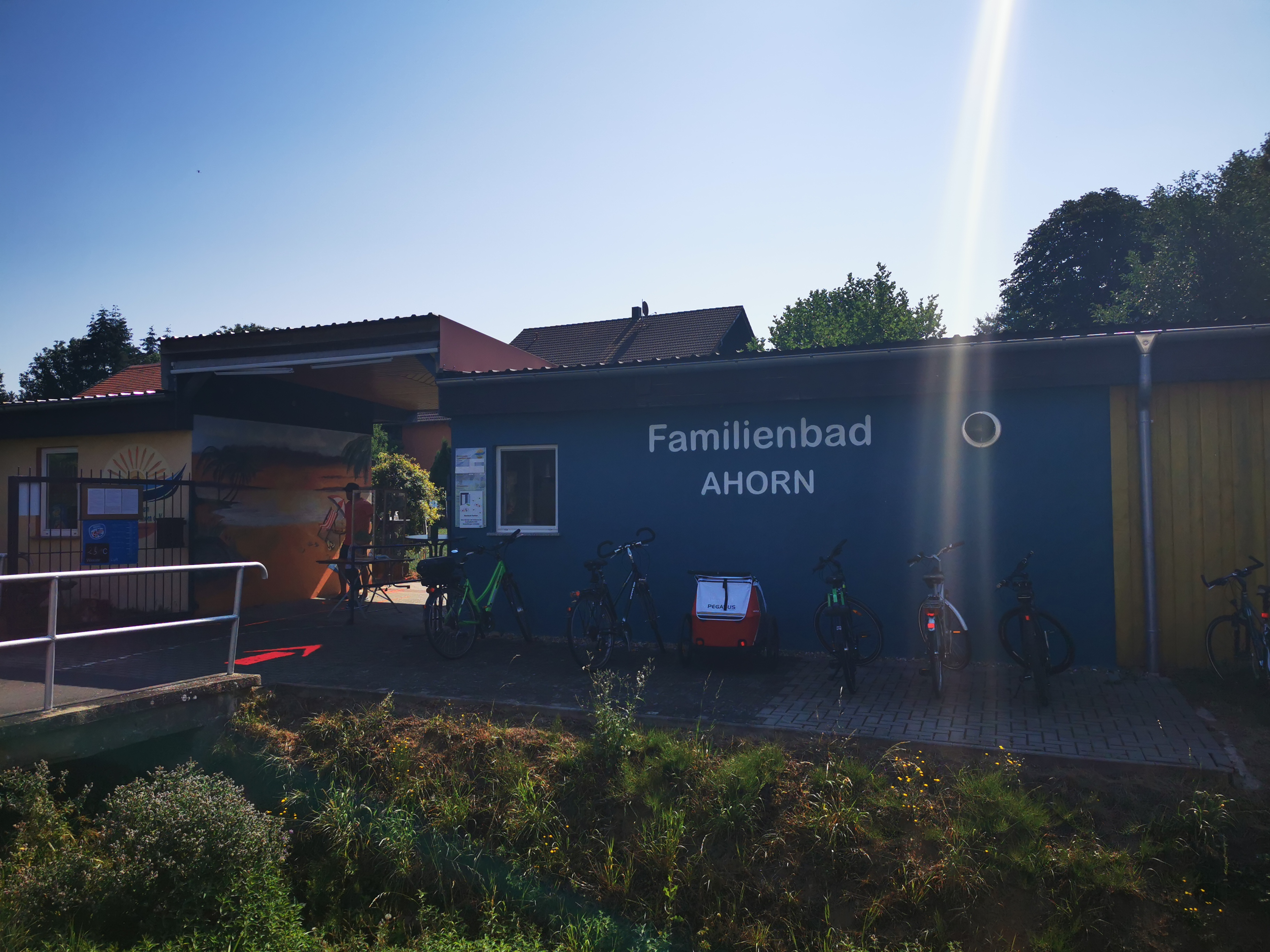
Familienbad Ahorn

Der Ort verfügt seit 1937 über ein Freibad. Neben dem Freibad mit Schwimmbecken und Planschbecken besteht ein kleiner Kiosk, eine naturbelassene Liegewiese, ein Spielplatz sowie ein Beachvolleyballfeld.

### Skipiste Buch am Ahorn

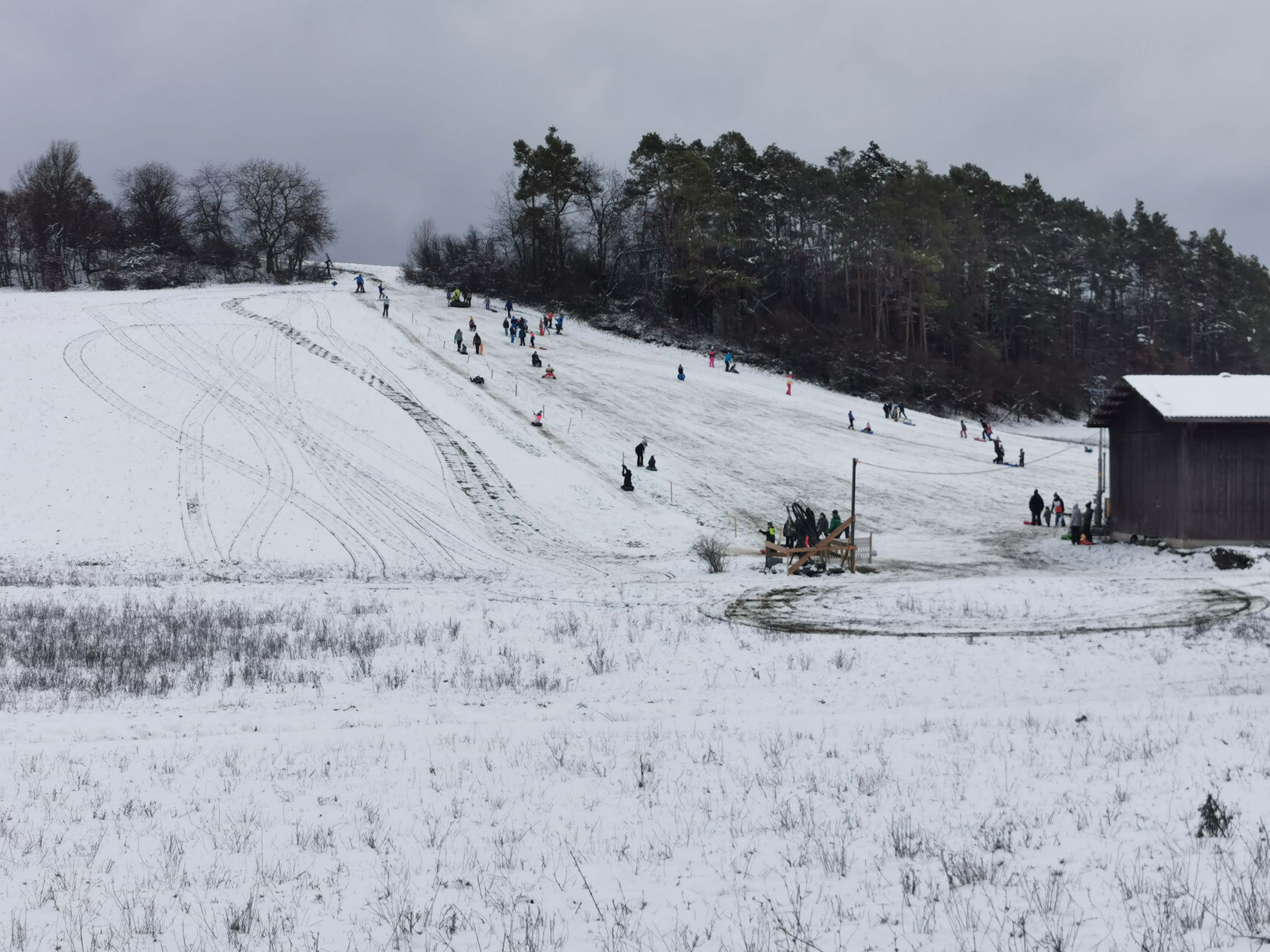
Skipiste mit Lift des Ski Clubs Buch an einem Hang bei Königheim-Brehmen

Der im Jahre 1983 in Tauberbischofsheim-Dienstadt gegründete Verein Ski-Sport-Tauber Ski- und Sportclub Tauberbischofsheim kaufte und betrieb einen Skilift nahe dem Weiler Schwarzenbrunn in der Gemarkung von Buch am Ahorn. Im Jahr 1985 benannte sich der Verein in Schi-Club Buch um und verlegte seinen Sitz in den Ortsteil der Gemeinde Ahorn. Der Skiliftbetrieb bei Schwarzenbrunn ging noch bis Ende der 1990er Jahre weiter, bevor die Anlage an einen Hang nahe dem Königheimer Ortsteil Brehmen verlegt wurde. Sowohl die Tal- als auch die Bergstation des etwa 200 Meter langen Lifts der Skipiste sind fest installiert. Der neue Standort der Skipiste Buch am Ahorn liegt nicht weit vom vorherigen Standort der Skipiste Schwarzenbrunn entfernt. Der Strom für den Betrieb der Liftanlage wird über ein mobiles Stromaggregat gewonnen. Die übrige Infrastruktur bilden ein Kassenhäuschen beziehungsweise ein Hüttenwagen, einige Absperrungen und Trassierbänder sowie Parkplätze für die Besucher. Mit einem Schneemobil mit angehängter Walze präparieren die Betreiber den Hang. Die Liftanlagen werden bei ausreichender Schneelage in der Regel unter der Woche jeden Nachmittag und an den Wochenenden ab 11 Uhr betrieben.

## Kulturdenkmale

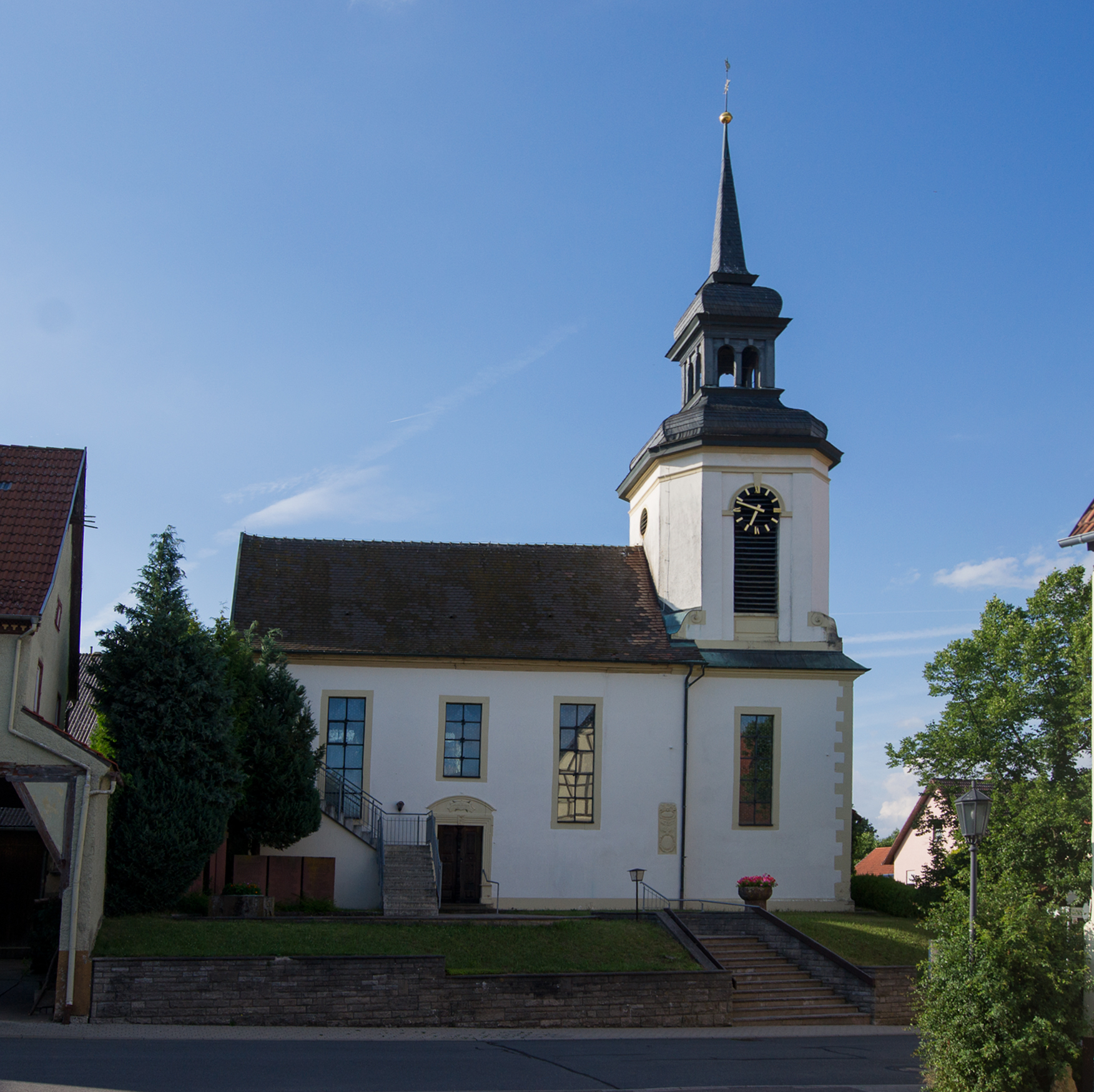
Evangelische Kirche